# Pipera (stacja metra)
Pipera – stacja metra w Bukareszcie, na linii M2. Stacja została otwarta w 1987.